# 圣灯公园站
圣灯公园站位于中华人民共和国四川省成都市成华区龙潭街道向龙社区成华大道十里店路东风渠桥西南侧，是成都地铁8号线的地铁车站，于2024年12月19日启用。
本站因附近公园而得名，公示站名期间曾拟命名为“向龙站”。
圣灯公园站与17号线人民塘站距离约200米，但需出站换乘。

## 车站结构
本站为地下四层双柱三跨14米宽岛式车站，车站总长170米，标准段宽度21.7米。预留建设连接人民塘站的换乘通道条件。站厅临近A出口处设有卫生间和母婴室。

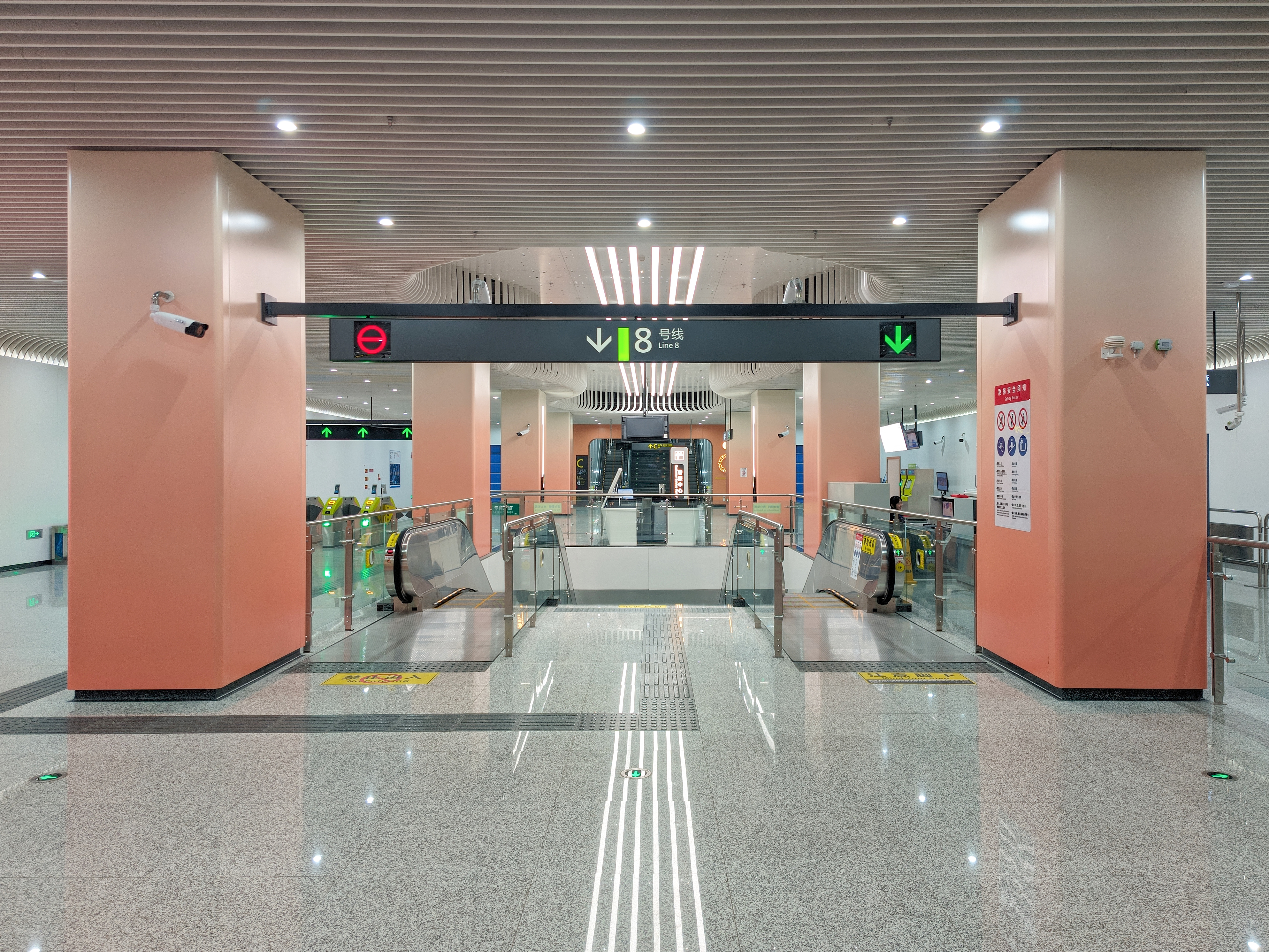
站厅
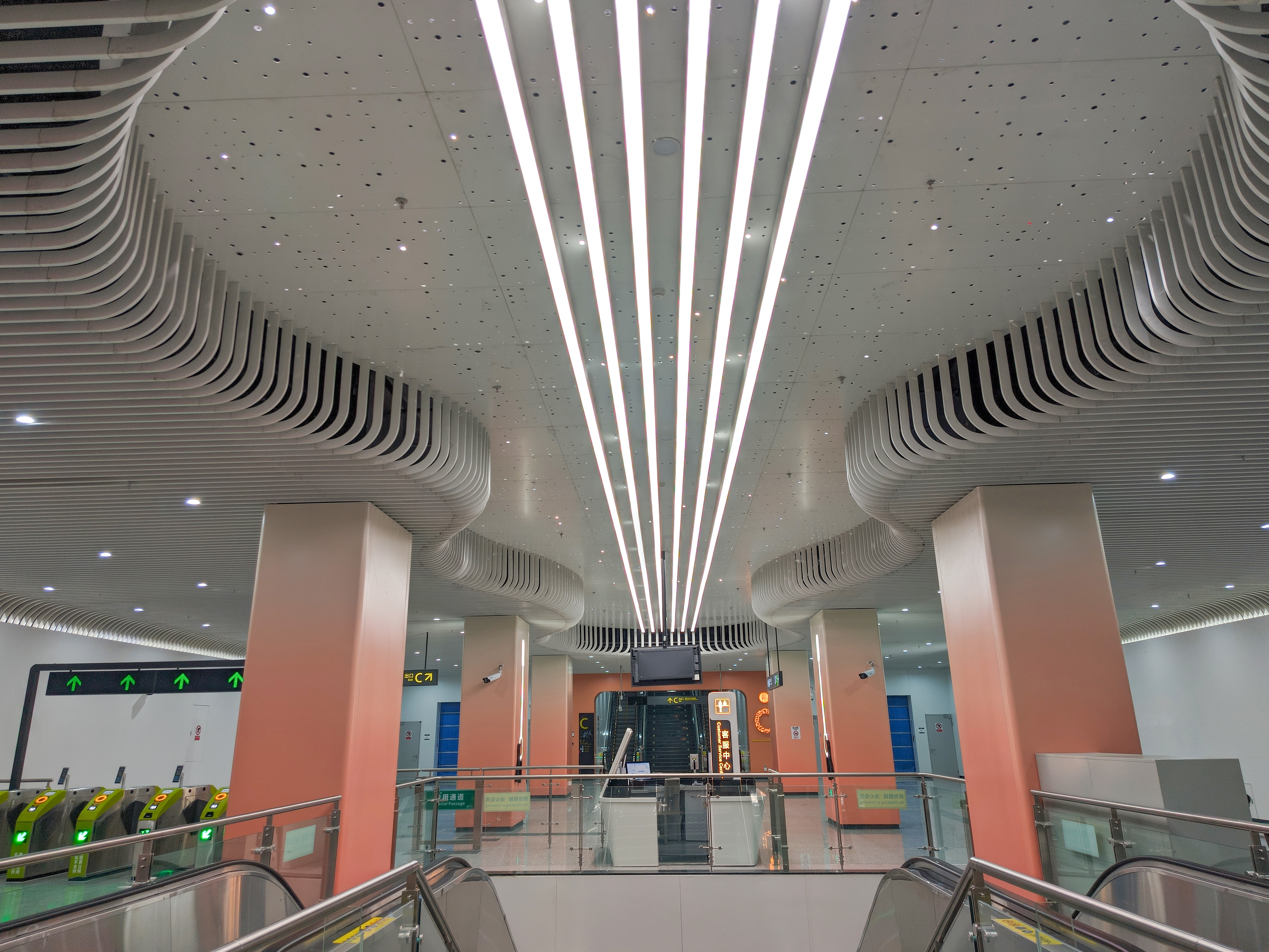
站厅
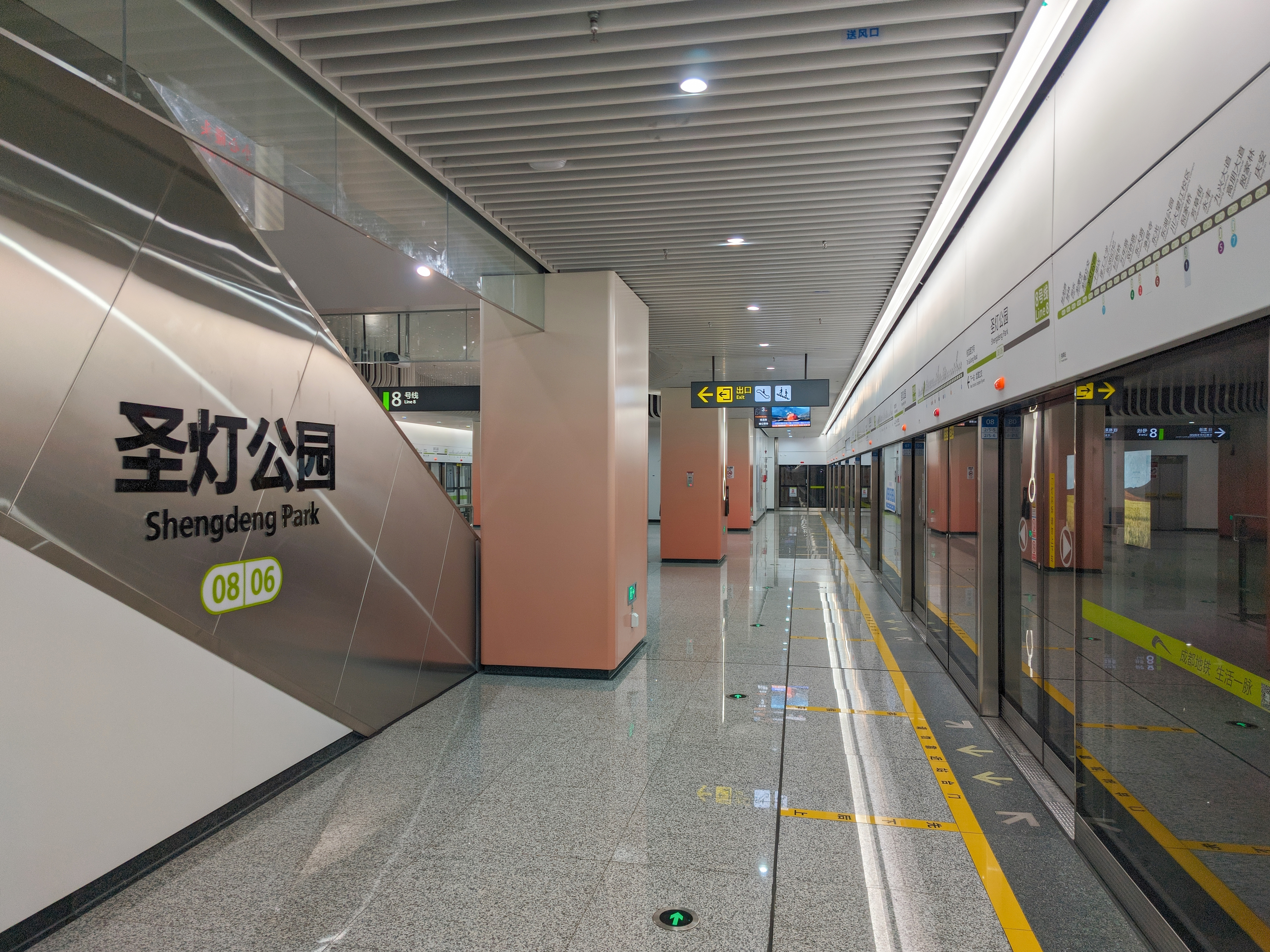
站台

| 地面              | 0    | 出入口                                                                                                |
| 地下一层          | 0    | 出入口夹层                                                                                            |
| 地下二层          | 站厅 | 自助购票、客服中心、卫生间、哺乳室                                                                    |
| 地下三层          | 0    | 站厅—站台夹层                                                                                         |
| 地下四层          | 站台 | \| \| \| 8号线往桂龙路（龙潭立交） \| \| 島式 · 開左邊车门 \| \| \| \| \| \| 8号线往龙港（十里店） \| |
|                   |      | 8号线往桂龙路（龙潭立交）                                                                             |
| 島式 · 開左邊车门 |      | |
|                   |      | 8号线往龙港（十里店）                                                                                 |

- 站厅
- 站厅
- 站台

## 出入口
本站目前开放3个出入口。
| 编号     | 设施       | 指示             | 照片 |
| -------- | ---------- | ---------------- | ---- |
|          | 无障碍电梯 | 民兴路、华林三路 |      |
| 出口 · B | 无障碍电梯 | 民兴路、民智巷   |      |
| 出口 · C |            | 成华大道十里店路 |      |